# Barbara Visser (kunstenaar)
Barbara Visser (Haarlem, 20 mei 1966) is een Nederlands beeldend kunstenaar, werkzaam als conceptueel kunstenaar, fotograaf, videokunstenaar, en performancekunstenaar. Zij werkt ook als regisseur, documentairemaker en scenarioschrijver.

## Biografie
Visser studeerde aan de Gerrit Rietveld Academie in Amsterdam en Cooper Union University in New York (1985-1991) en nog een jaar aan de Jan van Eyck Academie in Maastricht (1998).
Zij exposeerde sinds 1998 haar werk op diverse exposities in binnen- en buitenland in solo- en groepstentoonstellingen. In 2006 hield het Museum De Paviljoens in Almere een overzichtstentoonstelling van haar werk. In dat jaar verscheen ook de monografie Barbara Visser is er niet.
In 2014 werd Visser benoemd tot lid van de Akademie van Kunsten. Tot medio 2017 was zij daar voorzitter. In 2017 was zij interim artistiek directeur van het documentaire filmfestival in Amsterdam, IDFA. Zij werd opgevolgd door Orwa Nyrabia.

## Prijzen en onderscheidingen
Visser kreeg door het Prins Bernhard Cultuurfonds de Charlotte Köhler Prijs (1996) en David Röell Prijs (2007) toegekend. Daarnaast won ze nog verschillende andere prijzen, waaronder de Prijs Jonge Belgische Schilderkunst (1999), de Friedrich Vordemberge-Gildenwart Preis (2000) en de Dr. A.H. Heinekenprijs voor de Kunst (2008). In 2010 won zij de Mediafondsprijs Documentaire voor haar plan voor de C.K. Deze film verscheen in 2012.

## Werk

### Filmrol
In 1995 kreeg ze op eigen verzoek een gastrol in de Litouwse televisieserie Gimines, waar ze in vier afleveringen de kunstenares met de naam Barbara Visser en echtgenote van de Litouws-Amerikaanse chirurg Steve speelde. Ze bezoekt volgens de verhaallijn met haar man Vilnius en wordt daar verliefd op een collega van haar echtgenoot, dokter Arvydas. De vraag is volgens Visser wie ze daar speelt. Is ze zichzelf of is ze de kunstenaar Barbara Visser in de rol van de actrice Barbara Visser die de kunstenaar Barbara Visser speelt?

### Stijl
In een artikel over Visser in het NRC Handelsblad uit 2001 wordt beschreven dat Visser niet alleen verwarring wil zaaien, toeschouwers op het verkeerde been zetten, maar ook wisselt tussen diverse werkelijkheden om te tornen aan clichés en vastgeroeste kaders.
Zo schmikte ze voor A Day in Holland/Holland in a Day (2001) Nederlandse acteur als Jappanners. Zij filmde hen in het Holland Village in Nagasaki. De video laat dus Nederlanders in Japan zien, die zich tonen als Japanners in Nederland.

### Ontwerpen
In 2006 gaf TPG Post een serie postzegels uit met het thema 'Oer-Hollandse beelden'. Barbara Visser ontwierp hierin de postzegel met een afbeelding van een in Japan nagebouwde Hollandse molen.

## Werk in museumcollecties
Musea die werk van Visser in de collectie hebben zijn in Nederland het:
- Stedelijk Museum Amsterdam
- Kunstmuseum Den Haag
- Museum Arnhem
- Frans Hals Museum te Haarlem
- Museum Boijmans Van Beuningen te Rotterdam

Daarnaast is haar werk te zien in het Museum van Hedendaagse Kunst Antwerpen (België) en het FRAC - Nord-Pas de Calais te Duinkerken (Frankrijk).

## Filmografie
- Regie: Alreadymade (2023), een zoektocht naar de maker van het kunstwerk  Fountain uit 1917. Oorspronkelijk geclaimd door Marcel Duchamp, maar inmiddels toegeschreven aan Elsa von Freytag-Loringhoven. In Alreadymade worden originaliteit, auteurschap en identiteit ter discussie gesteld, net als Fountain deed, alleen nu met behulp van hedendaagse techniek.[15]
- Regie: The End of Fear (2018), over de geschiedenis van het schilderij Who's Afraid of Red, Yellow and Blue III (1966-67) van de Amerikaanse kunstenaar Barnett Newman.
- Regie, scenario, productie: Enfin des bonnes nouvelles (2016)
- Regie: Herbarium (2013)
- Regie: C.K. (2012), over de verdwijning van Clemens Kahmann, voormalig hoofd financiën van het Fonds voor Beeldende Kunst, Vormgeving en Bouwkunst, C.K. ging er met 16 miljoen euro vandoor.[16]